# Romanel-sur-Lausanne
Romanel-sur-Lausanne ist eine politische Gemeinde im Distrikt Lausanne des Kantons Waadt in der Schweiz.

## Geographie
Romanel-sur-Lausanne liegt auf 592 m ü. M., 5 km nordnordwestlich der Kantonshauptstadt Lausanne (Luftlinie). Die Agglomerationsgemeinde von Lausanne erstreckt sich auf einer Hochfläche südwestlich des Jorat, östlich des Talsystems der Mèbre, im Waadtländer Mittelland.

Luftbild (1964)

Die Fläche des 2,9 km² grossen Gemeindegebiets umfasst einen Abschnitt des Waadtländer Mittellandes nördlich des Genferseebeckens. Der grösste Teil des Gemeindebodens wird von der wenig gegliederten Hochfläche von Romanel eingenommen, der höchste Punkt befindet sich mit 640 m ü. M. nördlich des Weilers La Naz. Im Westen reicht das Gebiet in das Tal eines Seitenbachs der Mèbre (Zufluss der Chamberonne). Von der Gemeindefläche entfielen 1997 34 % auf Siedlungen, 3 % auf Wald und Gehölze und 63 % auf Landwirtschaft.
Zu Romanel-sur-Lausanne gehören mehrere Neubausiedlungen sowie Industrie- und Gewerbezonen und die Weiler Le Taulard (570 m ü. M.) unterhalb des Ortskerns und Les Terraux (614 m ü. M.) auf der Hochfläche östlich des Dorfes. Nachbargemeinden von Romanel-sur-Lausanne sind Lausanne, Le Mont-sur-Lausanne, Jouxtens-Mézery und Prilly.

## Bevölkerung
Mit 3991 Einwohnern (Stand 31. Dezember 2023) gehört Romanel-sur-Lausanne zu den mittelgrossen Gemeinden des Kantons Waadt. Von den Bewohnern sind 89,2 % französischsprachig, 4,2 % deutschsprachig und 2,2 % italienischsprachig (Stand 2000). Die Bevölkerungszahl von Romanel-sur-Lausanne belief sich 1900 auf 305 Einwohner. Seit 1950 (323 Einwohner) wurde eine rasante Bevölkerungszunahme mit einer Verzehnfachung der Einwohnerzahl innerhalb von 50 Jahren beobachtet.

## Wirtschaft
Romanel-sur-Lausanne war bis Mitte des 20. Jahrhunderts ein vorwiegend durch die Landwirtschaft geprägtes Dorf. Heute besitzt der Ackerbau kaum mehr Bedeutung in der Erwerbsstruktur der Bevölkerung.
Die alkalihaltige Quelle La Providence wurde von 1900 bis 1978 genutzt. 1962 begann die Brasserie du Boxer die Brautätigkeit auf. Mit der Schaffung von neuen Industrie- und Gewerbezonen seit den frühen 1970er Jahren liessen sich zahlreiche Unternehmen in Romanel-sur-Lausanne nieder. Zu den bedeutenden Industriezweigen gehören der Maschinenbau, die chemische, elektronische und feinmechanische Industrie, feinmechanische Werkstätten, das Baugewerbe und die Herstellung von Beleuchtungskörpern. Das Dorf ist Standort des Unterwerks Romanel und eines Einkaufszentrums. Ferner gibt es ein Sportzentrum.
In den letzten Jahrzehnten hat sich das Dorf zu einer Wohngemeinde entwickelt. Viele Erwerbstätige sind auch Wegpendler, die vor allem in der Stadt Lausanne und in den umliegenden Gemeinden arbeiten.

## Verkehr
Die Gemeinde ist verkehrstechnisch gut erschlossen. Sie liegt an der Hauptstrasse 5 von Lausanne nach Yverdon-les-Bains. Der Autobahnanschluss Lausanne-Blécherette an der 1974 eröffneten A9 (Lausanne-Sion) befindet sich rund 2 km vom Ort entfernt. Am 5. November 1873 wurde der Streckenabschnitt Lausanne – Cheseaux-sur-Lausanne der Schmalspurbahn Chemin de fer Lausanne-Echallens-Bercher mit einer Haltestelle in Romanel-sur-Lausanne in Betrieb genommen.

## Geschichte
Auf dem Gemeindegebiet wurden einzelne Spuren aus der Römerzeit gefunden. Die erste urkundliche Erwähnung des Ortes erfolgte 1182 unter dem Namen Romanel. Später erschienen die Bezeichnungen Romanes (1184), Romenes (1191) und Romaneaus (1230). Der Name bezeichnet einen Ort, der von Römern bewohnt wurde, oder das Gehöft einer Person namens Roman(i)us.
Seit dem Mittelalter unterstand Romanel-sur-Lausanne dem Domkapitel von Lausanne. Mit der Eroberung der Waadt durch Bern im Jahr 1536 kam das Dorf unter die Verwaltung der Landvogtei Lausanne. Nach dem Zusammenbruch des Ancien Régime gehörte Romanel-sur-Lausanne von 1798 bis 1803 während der Helvetik zum Kanton Léman, der anschliessend mit der Inkraftsetzung der Mediationsverfassung im Kanton Waadt aufging. 1798 wurde es dem Bezirk Lausanne zugeteilt. 1803 wurde Romanel-sur-Lausanne Hauptort des Kreises Romanel.

## Sehenswürdigkeiten
Im alten Ortskern sind einige Bauernhäuser aus dem 18. und 19. Jahrhundert erhalten geblieben.